# Die Ärzte
Die Ärzte je německá punkrocková skupina pocházející z Berlína. Spolu s kapelou Die Toten Hosen se řadí mezi nejpopulárnější německé punk rockové kapely. Od svého vzniku v roce 1982 vydali 11 studiových alb a řadu kompilací a živých nahrávek, kterých se prodalo více než 20 mil. kopií. Sami se s nadsázkou označují za nejlepší skupinu světa. 

## Diskografie

Logo skupiny

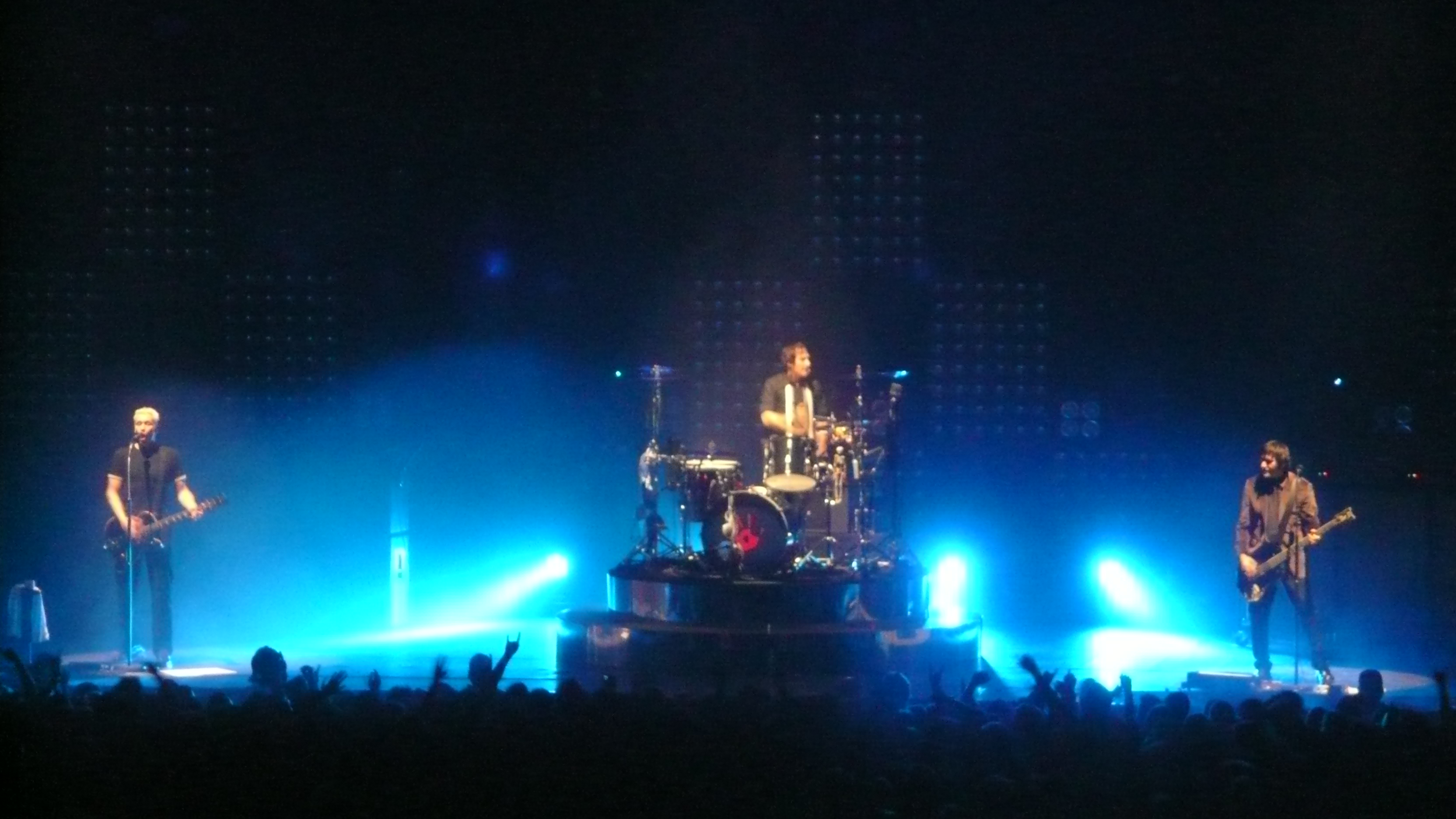
Koncert skupiny Die Ärtze, Kolín nad Rýnem (2007)

### Studiová alba
- 1984 – Debil
- 1985 – Im Schatten der Ärzte
- 1986 – Die Ärzte
- 1988 – Das ist nicht die ganze Wahrheit...
- 1993 – Die Bestie in Menschengestalt
- 1995 – Planet Punk
- 1996 – Le Frisur
- 1998 – 13
- 2000 – Runter mit den Spendierhosen, Unsichtbarer!
- 2003 – Geräusch
- 2007 – Jazz ist anders
- 2012 – auch
- 2020 – Hell
- 2021 – Dunkel

### Ostatní
- 1988 – Live - Nach uns die Sintflut (live)
- 1994 – Das Beste von kurz nach früher bis jetze (výběrové album)
- 1999 – Wir wollen nur deine Seele (live)
- 1999 – Satanische Pferde (live, dostupné pouze pro členy fan clubu)
- 2002 – Unplugged - Rock'n'Roll Realschule (MTV Unplugged)